# SciDB
SciDB es un sistema de gestión de bases de datos (DBMS) orientado a columnas, diseñado para la gestión y el análisis de datos multidimensionales comunes en aplicaciones científicas, geoespaciales, financieras e industriales. Fue desarrollado por Paradigm4 y cocreado por Michael Stonebraker.

## Historia
Stonebraker afirma que las matrices son 100 veces más rápidas en SciDB que en un DBMS relacional en una clase de problemas. Se trata de intercambiar filas y columnas por matrices matemáticas que imponen menos restricciones a los datos y pueden funcionar en cualquier número de dimensiones, a diferencia del modelo de sistema de gestión de bases de datos relacionales ampliamente utilizado convencionalmente, en el que cada relación admite solo una dimensión de registros.
Una presentación en una conferencia de 2011 sobre SciDB lo promocionó como "no Hadoop".  Marilyn Matz se convirtió en directora ejecutiva de Paradigm4 en 2014. 